# قلعة شفا عمرو
قلعة شفا عمرو أو قلعة ظاهر عمر، أشهر معالم مدينة شفاعمرو واعظم ما بقي من ال زيدان في فلسطين، عندما استولى ظاهر العمر الزيداني على عكا وحاول اعلان استقلاله عن الاتراك، كانت شفاعمرو من نصيب ابنه عثمان الذي بنى قلعته المعروفة والتي ما زال قسمها الأكبر باقيا لهذا اليوم.
يعود تاريخ هذا البناء إلى سنة 1768 حيث بنيت على انقاض قلعه رومانيه من العصور الوسطى سميت ب-Le Seffram. اراد عثمان ان يعلو بالقلعة قدر الإمكان ليتمكن من رؤية قلعة اخيه في صفد، وقد تمكن من بناء الطابق الأول والثاني ولم يكمل بناء الثالث على ما يبدو لقلة المال والوضع الأمني في ذاك الوقت، بقيت هذه البناية مهمله في العهد التركي واستعملتها الحكومة مقرا لها حتى انهار الجدار الجنوبي منها عام 1911، في عام 1912 قام حسين حسني الحاكم انذاك، بترميم المبنى وهدم ما لا يمكن إصلاحه.